# زلزال شينتشو تايتشونغ 1935
زلزال شينتشو تايتشونغ 1935 هو زلزالٌ وقعَ في سين شو في الصين بتاريخ 21 أبريل 1935.